# الوطن (جريدة فلسطينية)
كانت جريدة الوطن جريدة أسبوعية تصدرها حماس حتى إغلاقها في فبراير 1996 بعد ضغوط وتعليقات متكررة من قبل السلطة الفلسطينية.

## تاريخها
تعتبر جريدة الوطن من أهم دوريات المعارضة التي صدرت في مناطق سيطرة السلطة الفلسطينية. استخدم مسؤولو السلطة الفلسطينية غموض قانون الصحافة الفلسطيني لعام 1995 والسيطرة على منح تراخيص الأخبار لتحجيم الانتقادات وإسكات أصوات المعارضة، بما في ذلك جريدة الوطن.
علقت السلطة الفلسطينية نشر جريدة الوطن مرتين لمدة ثلاثة أشهر في 1995، بدءاً من مايو وأغسطس، دون تقديم أي تفسير. وبحسب محرر الجريدة، فإن تعليق الجريدة في أغسطس جاء في أعقاب نشر جريدة الوطن مقالاً زعمت فيه أن ياسر عرفات قبل أموالاً مقابل السماح لوكالة أنباء أوروبية بنشر صورة لابنته الرضيعة.
ثم حكمت محكمة أمن الدولة في غزة على رئيس تحرير جريدة الوطن سيد موسى أبو مسامح بالسجن لمدة عامين بتهمة التحريض ضد السلطة الفلسطينية في مايو 1995. وعندما رُفع الحظر عن جريدة الوطن في أكتوبر 1995، كان لا يزال في السجن. وفي فبراير 1996، أغلقت السلطات الفلسطينية جريدة الوطن وجريدة الاستقلال، وهي الجريدة الناطقة باسم حركة الجهاد الإسلامي في فلسطين. تلا ذلك إغلاق جريدة الوطن تماماً في أوائل 1996 بعد سلسلة من التفجيرات نفذتها حماس في إسرائيل.

## الرسالة
بدأت حماس في وقت لاحق، نشر جريدة باسم الرسالة في 1 يناير 1997، والتي رغم انتقادها للسلطة الفلسطينية، تجنبت القضايا التي اعتبرت حساسة للغاية. أصبح مسؤول حماس غازي حمد، رئيس تحرير جريدة الوطن السابق، رئيساً لجريدة الرسالة. ومع ذلك، أُغلقت جريدة الرسالة عدة مرات، بما في ذلك في 1997 بعد أن نشرت مقالاً عن الدعم المصري للسلطة الفلسطينية اُعتُبر مسيئاً للرئيس المصري حسني مبارك. واضطر رئيس المحكمة العليا قصي عبد الله إلى الاستقالة في يناير 1998 بعد أن أجرى مقابلة مع جريدة الرسالة.
منعت السلطة الفلسطينية إدخال المطبوعات المؤيدة لحماس مثل «الرسالة» ومجلة «السعادة» إلى الضفة الغربية في 2011، ولم تسمح للمطبوعات بتشغيل مكاتب في المنطقة. وقد انتقدت هيومن رايتس ووتش هذا الحظر.